# جانی بامفوس
جانی بامفوس (انگلیسی: Johnny Bumphus; ۱۷ اوت ۱۹۶۰ – ۳ فوریهٔ ۲۰۲۰) بوکسور اهل ایالات متحده آمریکا بود. بامفوس بوکس را از سن ۸ سالگی به صورت آماتور در باشگاه بوکس کلاب پسران تاکوما شروع کرد.